# 제67회 미국 작가 조합상
제67회 미국 작가 조합상은 2014년 뛰어난 활동을 보인 영화 작가를 기리기 위해 2015년 2월에 열린 시상식이다.

## 수상 및 후보

### 각본상
- 그랜드 부다페스트 호텔 - 웨스 앤더슨 수상
- 보이후드 - 리처드 링클레이터
- 폭스캐처 - 베넷 밀러
- 나이트 크롤러 - 댄 길로이
- 위플래쉬 - 데이미언 셔젤

### 각색상
- 이미테이션 게임 - 그레이엄 무어 수상
- 아메리칸 스나이퍼 - 제이슨 홀
- 나를 찾아줘 - 길리언 플린
- 가디언즈 오브 갤럭시 - 제임스 건 외 1명
- 와일드 - 닉 혼비

### 다큐멘터리 각본상
- 누가 애런 슈워츠를 죽였는가? - 브라이언 나펜베게르 수상
- 비비안 마이어를 찾아서 - 존 말루프 외 1명
- 라스트 데이즈 인 베트남 - 마크 베일리 외 1명
- 붉은 군단 - 가베 폴스키

### TV 드라마 시리즈
- 트루 디텍티브 - 닉 피졸라토 수상
- 왕좌의 게임 4 - 데이비드 베니오프 외 3명
- 굿 와이프 6 - 레너드 딕 외 10명
- 하우스 오브 카드 시즌2 - 빌 케인 외 7명
- 매드맨 7 - 리사 알버트 외 10명

### TV 코미디 시리즈
- 루이 4 - 파멜라 애들론 외 1명 수상
- 오렌지 이즈 더 뉴 블랙 - 스티븐 폴크 외 8명
- 실리콘 밸리 - 존 엘트슐러 외 10명
- Transparent - 브리짓 베다드 외 6명
- VEEP 2 : 정치의 신 - 사이먼 블랙웰 외 10명

### TV 뉴 시리즈
- 트루 디텍티브 - 닉 피졸라토 수상
- The Affair - Dan LeFranc 외 5명
- 더 닉 - 잭 아미엘 외 2명
- 실리콘 밸리 - 존 엘트슐러 외 10명
- Transparent - 브리짓 베다드 외 6명

### TV 드라마 에피소드
- 굿 와이프 6 - 로버트 킹 외 1명 수상
- 매드맨 7 - Jonathan Igla 외 1명
- 보드워크 엠파이어 5 - 하워드 코더
- 렉티파이 시즌2 - Kate Powers 외 1명
- 보드워크 엠파이어 시즌4 - Riccardo DiLoreto 외 2명
- 왕좌의 게임 4 - 조지 R.R. 마틴

### TV 코미디 에피소드
- 루이 4 - 루이스 C.K. 수상
- 모던 패밀리 5 - 릭 위너 외 1명
- 뉴 걸 4 - Rob Rosell
- 오렌지 이즈 더 뉴 블랙 - 닉 존스
- 모던 패밀리 5 - 에이브러햄 히긴보담 외 2명
- Transparent - 에단 쿠퍼버스

### TV 장편 각본상
- Deliverance Creek - 멜리사 카터 수상
- 리턴 투 제로 - 숀 해니시

### TV 장편 각색상
- Olive Kitteridge - 제인 앤더슨 수상
- Houdini - 니콜라스 메이어
- Klondike, Parts One, Three and Six, Teleplay - Paul T. Scheuring
- Klondike, Parts Two, Four and Five, Teleplay - Josh Goldin 외 1명
- 더 노멀 하트 - 래리 크라머
- 레프트오버 - 데이먼 린드로프 외 1명

### TV 단편 뉴 미디어 각본상
- “Episode 113: Rachel” (High Maintenance) - 카챠 블리치펠드 외 1명 수상
- “Apocalypse No” (Bad Shorts) - Ben Zelevansky
- “City of Angles” (Caper) - 에이미 버그 외 1명
- “Episode 1 – Nurture” (F To 7th) - Ingrid Jungermann
- “Episode 204” (Vicky and Lysander) - Damon Cardasis 외 1명
- “Episode 207” (Vicky and Lysander) - Damon Cardasis 외 1명

### TV 애니메이션상
- 심슨 가족 - 브라이언 켈리 수상
- 밥스 버거스 - Greg Thompson
- 심슨 가족 - 맷 셀맨
- 심슨 가족 - 데이비드 H. 스타인버그
- 심슨 가족 - J. 스튜어트 번스
- 밥스 버거스 - Nora Smith

### TV 코미디/버라이어티
- Last Week Tonight with John Oliver - Kevin Avery 외 다수 수상
- 더 데일리 쇼 위드 존 스튜어트 - 로리 알밴즈 외 다수
- Inside Amy Schumer - 제시 클레인
- 콜버트 리포트 - 마이클 브럼 외 다수
- 지미 키멜 라이브! - Molly McNearney 외 다수
- 새터데이 나잇 라이브 - 세스 메이어스 외 다수
- 리얼 타임 위드 빌 마허 - 빌리 마틴

### TV 코미디/버라이어티 - 스페셜
- 71st Annual Golden Globe Awards - 베리 애델만 수상
- The 68th Annual Tony Awards - 데이브 분
- 2014 Film Independent Spirit Awards - 게리 듀간
- Bill Maher: Live from D.C. - 빌 마허
- 사라 실버맨: 위 아 미라클즈 - 사라 실버맨

### TV 퀴즈 앤 관객 참여상
- 헐리우드 게임 나잇 - 테일러 그랜트 수상
- Jeopardy! - John Duarte 외 다수

### TV 낮 드라마
- 제너럴 호스피털 - Ron Carlivati 외 다수 수상
- 우리 생애 나날들 - 로레인 브로데릭 외 다수

### TV 어린이방송 에피소드
- Haunted Hathaways - Bob Smiley 수상
- 걸 미츠 월드 - 매튜 넬슨
- Haunted Hathaways - Boyce Bugliari 외 1명

### TV 다큐멘터리 - 시사
- “United States of Secrets: The Program (Part One)” (Frontline) - Michael Kirk 외 1명 수상
- “Losing Iraq” (Frontline) - Michael Kirk 외 1명
- “United States of Secrets: Privacy Lost (Part Two)” (Frontline) - 찰스 마틴 스미스

### TV 다큐멘터리 - 그외
- “League of Denial: The NFL's Concussion Crisis” (Frontline) - Michael Kirk 외 1명 수상
- The Roosevelts: An Intimate History - 제프리 C. 워드
- 코스모스 - 앤 드러얀 외 1명

### TV 뉴스 - 게시판 or 보고서
- World News with Diane Sawyer - 다이안 소여 외 2명 수상
- CBS Evening News with Scott Pelley - Jerry Cipriano 외 1명
- CBS This Morning - Duane Tollison 외 3명

### TV 뉴스 - 분석, 기능, 해설
- 60 미니츠 - 스콧 펠리 외 2명 수상

### 파울 셀빈 명예상
- 뷰티풀 라이 - 마가렛 내글 수상